# 深沢恵
深沢 恵（ふかざわ めぐみ）は、日本の小説家。

## 概要
静岡女子短期大学の英文科を卒業し、文筆活動に勤しむ。雑誌『青涛』に「FACE」や「砂嵐」といった作品を掲載するなど、文芸誌において自作の小説を発表してきた。長編の作品としては、2005年に上梓した『山香一服――聖一国師伝』が挙げられる。この作品では、鎌倉時代の僧として日本から宋に渡航した円爾の生涯が描かれている。賞歴としては、「来時の梅」にて、静岡市民文学賞を受賞した。さらに、「暑季」では、静岡県芸術祭の静岡放送賞を受賞している。
現在は、静岡県静岡市にて文筆活動を行っている。

## 賞歴
- 静岡市民文学賞「来時の梅」
- 静岡県芸術祭静岡放送賞「暑季」
- 静岡県芸術祭NHK静岡放送局賞「したたかにこそあれ」
- 杓子庵文学賞「雪の華」

## 著作
- 深沢恵著『山香一服――聖一国師伝』静岡新聞社、2005年。ISBN 9784783896227